# Felix Chenkam
Felix Emmanuel Cédric Chenkam Nganle bzw. kurz Felix Chenkam oder einfach nur Chenkam (* 28. Dezember 1998 in Douala) ist ein kamerunischer Fußballspieler auf der Position eines Stürmers.

## Karriere

### Karrierebeginn in der Heimat und Wechsel in die USA
Felix Chenkam wurde am 28. Dezember 1998 in Douala, der größten Stadt Kameruns geboren, wo er auch aufwuchs und seine Karriere als Fußballspieler begann. Nachdem er im Nachwuchs des lokalen Topklubs Union Douala zum Einsatz gekommen war, stieg er im Laufe der Jahre zu deren Herrenmannschaft mit Spielbetrieb in der höchsten kamerunischen Fußballliga auf. In weiterer Folge zog es ihn zum unterklassigen Verein Rainbow Bamenda, auch Rainbow FC genannt, aus der Stadt Bamenda im Nordwesten Kameruns. Während dieser Zeit kam er auch in der kamerunischen U-20-Nationalmannschaft zum Einsatz. Nach erfolgreicher Qualifikation zur U-20-Afrikameisterschaft 2017 nahm er an ebendieser als Mitglied eines 21-köpfigen kamerunischen Spieleraufgebots teil. Zu diesem Zeitpunkt hatten die Seattle Sounders mit Spielbetrieb in der Major League Soccer, der höchsten nordamerikanischen Fußballliga, die Verpflichtung Chenkams und seines Teamkollegen sowohl bei Rainbow als auch im U-20-Nationalteam, Rodrigue Ele, bereits vermeldet. Im Verlauf der U-20-Afrikameisterschaft in Sambia schieden die beiden mit Kamerun noch in der Gruppenphase vom laufenden Turnier aus; beide Spieler blieben selbst ohne Torerfolg.
Bei den Seattle Sounders wurde die beiden umgehend von Seattle Sounders 2, dem Farmteam des MLS-Franchises, mit Spielbetrieb in der zweitklassigen nordamerikanischen Profiliga United Soccer League (USL) unter Vertrag genommen. Beide Spieler schienen aber auch kurzzeitig in den Berichten der U-17/U-18-Mannschaft der Seattle Sounders auf, in der sie offenbar nur selten eingesetzt wurden. Bereits im ersten Saisonspiel ab 26. März 2017 gab Chenkam sein Debüt bei der 1:2-Auswärtsniederlage gegen Sacramento Republic, als er von Trainer Ezra Hendrickson in der 73. Minute für Irvin Parra eingewechselt wurde. Danach setzte ihn Hendrickson immer regelmäßiger ein, wobei er bei seinem vierten Meisterschaftseinsatz, einem 2:1-Auswärtssieg über LA Galaxy II in der siebenten Spielminute das Tor zur 1:0-Führung erzielte. Im gesamten Spieljahr 2017 brachte es der mit der Rückennummer 99 spielende Chenkam auf insgesamt 19 Ligaeinsätzen, in denen er fünf Treffer erzielte. Im Endklassement schloss das Team die Spielzeit auf dem zwölften Platz der Western Conference ab. Bei den Seattle Sounders 2 war er in diesem Spieljahr neben Rodrigue Ele, Nouhou Tolo, der bereits 2016 für das Team zum Einsatz gekommen war, und Guy Edoa, den es erst im Sommer 2017 nach Seattle verschlug, einer von vier kamerunischen Spielern.
In der nachfolgenden Spielzeit 2018 wurde er ins MLS-Franchise hochgeholt, kam für dieses jedoch nicht zum Einsatz und blieb weiter für S2, so der Kurzname der Seattle Sounders 2, spielberechtigt. Im Spieljahr 2018 waren die Seattle Sounders 2 bereits in Tacoma, Washington, angesiedelt, nachdem die Besitzer des Minor-League-Baseball-Franchises Tacoma Rainiers bereits 2013 angekündigt hatten, gerne ein professionelles Fußballfranchise in den unteren Ligen in Tacoma zu etablieren. Obwohl das Team nun in einer neuen Stadt war, trat es in diesem Jahr noch als Seattle Sounders 2 in Erscheinung und änderte erst im darauffolgenden Jahr den Namen auf Tacoma Defiance. Chenkam kam im Jahr 2018 in lediglich elf Meisterschaftsspielen zum Einsatz, wobei er vier Tore beisteuerte. Bereits Ende Mai 2018 wurde er von seinen Pflichten entbunden und vom Franchise, das im Oktober 2018 im Endklassement auf dem 16. und damit vorletzten Platz der Western Conference rangierte, freigestellt. In der fünften Meisterschaftsrunde war er noch ins Team der Runde gewählt worden. Nach seiner Freistellung gehörte er dem MLS-Team an, für das er jedoch nicht zum Einsatz kam; im Juli absolvierte er daraufhin noch zwei Ligapartien für S2 und wurde im November 2018 endgültig von den Seattle Sounders entlassen, da die Vertragsoption, die eine Vertragsverlängerung beinhaltete, vom Franchise nicht gezogen worden war.

### Heimkehr nach Douala und Wechsel in die spanische Viertklassigkeit
Danach dürfte Chenkam ein knappes Jahr vereinslos gewesen sein, da sein nachfolgender Wechsel zu seinem Ex-Klub Union Douala erst mit Oktober 2019, dem Beginn der Spielzeit 2019/20, verzeichnet worden war. Der Stürmer kam bis zur Unterbrechung des Spielbetriebes aufgrund der COVID-19-Pandemie im März 2020 für seinen Heimatklub zum Einsatz. Die Liga wurde zwei Monate später offizielle abgebrochen und der Tabellenstand bei Unterbrechung als final anerkannt, wodurch er mit seinem Team im Endklassement auf dem achten Platz rangierte. Im September 2020 wurde Chenkams Wechsel zum spanischen Viertligisten CD AD San Fermín bekanntgegeben. Anderen Quellen zufolge war der Wechsel bereits Anfang Juni 2020 fixiert worden. Sein Debüt in der Grupo 10 der Tercera División gab er am 18. Oktober 2020 bei einem 3:1-Heimsieg über den CD San Roque de Lepe, als er in der 30. Spielminute für Diego Cantariño Abelleira, genannt Canty, eingewechselt worden war und in den Spielminuten 44 und 79 die Treffer zur 1:0- und 3:0-Führung beigesteuert hatte. Bis dato (Stand: 15. März 2021) wurde er in insgesamt 14 Meisterschaftsspielen eingesetzt, wobei ihm bislang fünf Tore gelangen.